# Lijst van spelers van Valenciennes FC
Deze lijst omvat voetballers die bij de Franse voetbalclub Valenciennes FC spelen of gespeeld hebben. De spelers zijn alfabetisch gerangschikt.

## A
- Jacques Abardonado
- Eugène Abautret
- Vincent Aboubakar
- Paul Altavelle
- Brou Angoua
- Mathieu Assou-Ekotto
- Naim Van Attenhoven
- Johan Audel

## B
- Jean-Christophe Bahebeck
- Gustave Bahoken
- Bobo Baldé
- Amara Bangoura
- Sreten Banović
- Francis Barthel
- Jean-Claude Baulu
- Dariusz Bayer
- Jean-François Bédénik
- Djamel Belmadi
- Fahid Ben Khalfallah
- Gerard Bernardet
- Yacine Bezzaz
- Rene Bihel
- Milan Biševac
- Gabin Blancquart
- Lilian Bochet
- Olivier Bogaczyk
- Gaëtan Bong
- Joseph Bonnel
- Freddy Bourgeois
- Jean-Claude Bras
- Florin Bratu
- Arnaud Brocard
- Mathieu Bucher
- Philippe Burle
- Jorge Burruchaga
- Gérard Buscher

## C
- Walter de Cecco
- André Chardar
- Éric Chelle
- Bernard Chiarelli
- Thadée Cisowski
- Renaud Cohade
- Stéphane Coque

## D
- Marco da Silva
- Jeffrey Damour
- Gaël Danic
- Jean-Claude Darcheville
- Christian Delachet
- René Demaret
- Pascal De Wilde
- Simon Dia
- Tidiane Dia
- Cyriaque Didaux
- Pape Diop
- Jean-Luc Dompé
- Mathieu Dossevi
- Thomas Dossevi
- Geoffrey Doumeng
- Dominique Dropsy
- David Ducourtioux
- Laurent Dufresne
- Jacky Duguépéroux

## E
- Eugène Ekéké
- Jean-Paul Escale

## F
- Fernando Cônsul
- Maxence Flachez

## G
- Marcel Gaillard
- Philippe Gaillot
- Anthony Garcia
- Vincent Gastine
- Francis Gillot
- Jacques Glassmann
- Wilfried Gohel
- Rémi Gomis
- Pascal Gourville
- Willy Grondin

## H
- Rudy Haddad
- Maurice Hardouin
- Eric Hassli
- Larbi Hazam
- Sébastien Heitzmann
- Hans Hermann Henriksen
- Lyes Houri

## I
- Sylvain Idangar
- Nicolas Isimat-Mirin

## J
- Jeovânio
- Yegba Maya Joseph
- Denis Jouanne

## K
- Foued Kadir
- Ahmed Kantari
- Gary Kagelmacher
- Antoine Keller
- Khaled Kharroubi
- Seïd Khiter
- David Klein
- Terje Kojedal
- Kalman Kovacs
- Ignace Kowalczyk

## L
- Jonathan Lacourt
- Atilla Ladinszky
- Kenny Lala
- Paolo Lallo
- Thierry Laurey
- David Le Frapper
- Jean-Louis Leca
- Daniel Leclercq
- Dominique Lemoine
- Laurent Leroy
- Ernest Libérati
- Ludovic Liron
- Guillaume Loriot
- Włodzimierz Lubański

## M
- Henri Makowski
- Jean Markiewicz
- Williams Martínez
- Serge Masnaghetti
- Kama Massampu
- Zygmunt Maszczyk
- Rudy Mater
- Isaac Mbenza
- Mustapha Merry
- Bruno Metsu
- Georges Meuris
- Christopher Mfuyi
- Roger Milla
- Slobodan Milosavljević
- Nicolas Mirin
- Daniel Moreira
- Jean-Santos Muntubila
- Džemaludin Mušović

## N
- Guy N'dy Assembé
- Wilner Nazaire
- Marius Noubissi
- Edmond Novicki

## O
- Jérémy Obin
- Peter O'Dowd
- Arnold Oosterveer
- Paul Op de Beek
- Ivica Osim
- Abdeslam Ouaddou

## P
- Patrick Paauwe
- Nicolas Pallois
- Jean-Pierre Papin
- Antoine Pazur
- Nicolas Penneteau
- Damien Perquis
- Francis Piasecki
- Luigi Pieroni
- Philippe Piette
- Jean-Claude Piumi
- Rydell Poepon
- Louis Provelli
- Grégory Pujol

## R
- Rafael Schmitz
- David Regis
- Piet van Rhijn
- Guillaume Rippert
- Daniel Rodighiero
- Sébastien Roudet
- Pascal Rousseau
- Serge Roy

## S
- José Saez
- Pierre Sagna
- Mamadou Samassa
- Carlos Sánchez
- Étienne Sansonetti
- Paul Sauvage
- Steve Savidan
- Raoul Sbarra
- Lucien Schaeffer
- Jean-Marc Schaer
- Filip Šebo
- Orlando Silvestri
- Didier Six
- David Sommeil
- Morlaye Soumah
- Edouard Stako
- Ostap Steckiw
- Zygfryd Szoltysik

## T
- Nam Tae-Hee
- Oumar Tchomogo
- Jean-Pierre Tempet
- Bolek Tempowski
- Siaka Tiéné
- Nambatingue Toko
- Carl Tourenne
- Dame Traoré
- Mody Traoré
- Jean-Pierre Truqui
- Wojchiech Tyc

## V
- Sébastien Vaugeois
- Nick Venema
- Emile Vrand

## W
- Michel Watteau
- Edouard Wawrzeniak
- Laurent Weber
- Erwin Wilczek
- Grégory Wimbée
- Lucas Woudenberg
- Jan Wrazy

## Z
- Bruno Zboralski
- Nebojša Zlatarić